# 帝京大学短期大学
帝京大学短期大学（ていきょうだいがくたんきだいがく、英語: Teikyo University Junior College）は、東京都八王子市大塚359に本部を置く日本の私立大学。1965年創立、1965年大学設置。大学の略称は帝京大短大。

## 概観

### 大学全体

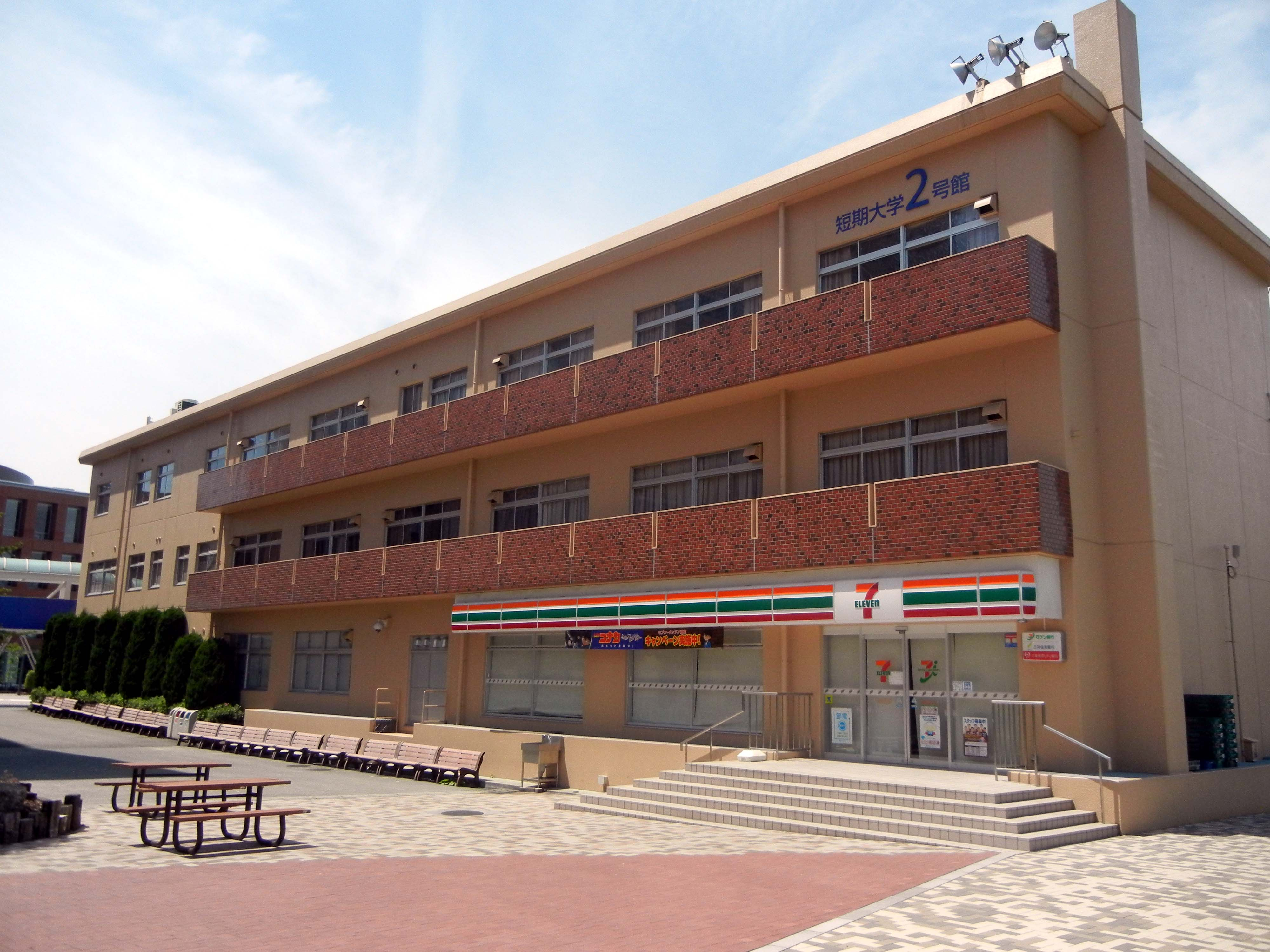
帝京大学短期大学2号館(現･2号館)

- 東京都八王子市に所在する日本の私立短期大学で、設置主体は学校法人帝京大学[1]。
- 1965年東京都板橋区に帝京女子短期大学として開学。当初は、1学科体制で、1984年度より2学科となる。1998年学科再編に伴い帝京大学短期大学に名称変更された。人間文化学科と現代ビジネス学科の2学科からなる。

### 教育および研究
- 帝京大学短期大学は、実社会で有用な教養と実務を重視したカリキュラムとなっている。また、帝京大学文学部・経済学部・法学部の講義が受講でき、卒業単位として認定されるという特徴がある。

### 学風および特色
- 帝京大学短期大学は創立以来帝京女子短期大学として女子学生を対象としていたが、1998年より学科編成に伴い男女共学化された。

## 沿革
- 1931年
  - 財団法人帝京商業学校設立、帝京商業学校設置
- 1951年
  - 3月31日 財団法人帝京商業学校を学校法人帝京商業学校に改組[2]。
- 1959年
  - 学校法人帝京商業学校から学校法人帝京第一学園に改称
- 1965年
  - 3月20日 左記を以て文部省[注 1]より短期大学の設置が認可される[3]。
  - 4月1日 東京都板橋区に帝京女子短期大学として以下の学科体制にて開学する開学が以下の学科体制にて開学[4]。
    - 英文科 入学定員50名[5]
- 1966年
  - 5月1日 学生数[6]/定員
    - 英文科 65[注釈 1]/100
- 1970年
  - 4月1日 東京都八王子市にキャンパスを移転。
- 1982年
  - 4月1日 英文科の入学定員を50→100に増員[注 2]。
  - 5月1日 学生数[12]/定員
    - 英文科 210[注釈 1]/150
- 1984年
  - 4月1日 以下の学科を増設する[注 3]。
    - 秘書科 入学定員100名[16]
- 1985年
  - 5月1日 学生数[17]/定員
    - 英文科 292[注釈 1]/200
    - 秘書科 287[注釈 1]/200
- 1986年
  - 4月1日 入学定員の増員を以下の通り行う[注 4]。
    - 英文科 100[注釈 2]→300[注釈 3]
    - 秘書科 100[注釈 2]→200[注釈 3]

  - 5月1日 学生数[22]/定員
    - 英文科 543[注釈 1]/400
    - 秘書科 427[注釈 1]/300
- 1987年
  - 4月1日 秘書科の入学定員を200[注釈 3]→260[注釈 4]に増員[注 5]。
  - 同 学校法人帝京第一学園を学校法人帝京大学に改称。
  - 5月1日 学生数[26]/定員
    - 英文科 851[注釈 1]/600
    - 秘書科 682[注釈 1]/480
- 1989年
  - 4月1日 専攻科の設置が認められ、以下の課程を置く[27]。
    - 英文専攻 入学定員30名
    - 秘書専攻 入学定員30名
- 1992年
  - 4月1日 以下の学科について入学定員増を行う[注 6]。
    - 英文科 300→400
    - 秘書科 260→320

  - 5月1日 学生数[注 7]/定員
    - 英文科 1,026[注釈 1]/700
    - 秘書科 882[注釈 1]/580
- 1993年
  - 5月1日 学生数[33]/定員
    - 英文科 1,344[注釈 1]/800
    - 秘書科 1,245[注釈 1]/640
- 1998年
  - 4月1日 帝京大学短期大学に名称変更し[34]、男女共学化。
  - 5月1日 学生数[35]/定員
    - 英文科 448[注釈 1]/800
    - 秘書科 810[注釈 1]/640
- 1999年
  - 4月1日 学科名を以下の通り改称する[36]。
    - 英文科→国際コミュニケーション学科[注釈 5]
    - 秘書科→情報ビジネス学科[注釈 5]

  - 5月1日 学生数[37]/定員
    - 国際コミュニケーション学科 361[注 8]/800
    - 情報ビジネス学科 673[注 9]/640
- 2000年
  - 4月1日
    - 学科の入学定員減を以下の通り行う[注 10]。
      - 国際コミュニケーション学科 400→180
      - 情報ビジネス学科 320→164

    - 専攻科における以下の課程については、この年度で学生募集を最終とする[注 11]。
      - 国際コミュニケーション専攻
      - 情報ビジネス専攻
- 2001年〜2004年
  - 4月1日 学科の入学定員減を以下の通り行う[43]。
    - 国際コミュニケーション学科 180→100
    - 情報ビジネス学科 164→100
- 2006年
  - 4月1日 学科名を以下の通り改称する[44]。
    - 国際コミュニケーション学科→人間文化学科
    - 情報ビジネス学科→現代ビジネス学科
- 2008年
  - 4月1日 学科の入学定員変更を以下の通り行う[45]
    - 人間文化学科 100→50
    - 現代ビジネス学科 100→150
- 2015年
  - 4月1日 現代ビジネス学科の入学定員を150→50に減員[46]。

## 基礎データ

### 所在地
- 東京都八王子市大塚359

### 象徴
- オリジナルカレッジマークは右記資料にあり[3]。

### 交通アクセス
- 京王線聖蹟桜ヶ丘駅より京王バス「帝京大学構内行」約13分終点下車。
- 京王線高幡不動駅より京王バス「帝京大学構内行」約10分終点下車。
- 京王相模原線・小田急多摩線多摩センター駅より京王バス「帝京大学構内行」約13分終点下車。
- 多摩都市モノレール線大塚・帝京大学駅より徒歩15分。

## 教育および研究

### 組織

#### 学科
- 人間文化学科 入学定員50名[1]
- 現代ビジネス学科 入学定員50名[1]

##### 設置計画のあった学科
- 柔道整復学科 入学定員150名[注 12]

##### 専攻科
- 国際コミュニケーション専攻[注釈 6]
- 情報ビジネス専攻[注釈 6]

##### 取得資格について
- 中学校教諭二種免許状の課程が設置されている。
  - 英語：人間文化学科
  - 社会：現代ビジネス学科

### 研究
- 『帝京女子短期大学紀要』[48]
- 『帝京大学短期大学紀要』[49]

## 学生生活

### 部活動・クラブ活動・サークル活動
- 帝京大学短期大学には、短大独自のクラブはなく、帝京大学と合同で行なわれているのが特徴でありサークル組織は多くある。

### 大学祭
- 帝京大学短期大学は、帝京大学八王子キャンパスの大学祭（青舎祭）と合同で行われている。

## 大学関係者
- 冲永佳史 - 短期大学学長
- 冲永荘一 - 二代学長

## 著名な出身者

### 芸能
- 綾瀬はるか （女優）中退
- 羽田美智子 （女優）
- 万里洋子 （女優）
- 星ようこ （女優）
- 浅野麻衣子 （女優）
- 石神まゆみ （女優）
- 田中美絵子（タレント、元衆議院議員）
- 佐野美和 （タレント、元八王子市議会議員）

### その他
- 周藤玲美 （ビーチバレー選手）

## 施設
- 帝京大学内に短大1号館・2号館が存在したが、近年のキャンパスリニューアル計画に伴い名称が変更され、短大の名のついた校舎は無くなった。短大生も帝京大学の図書館（MELIC）や学生ラウンジ、学生食堂を利用できる。

## 卒業後の進路について

### 就職について
- 人間文化学科：富士通、コクド、ソフトバンクBB、伊勢丹、オリエンタルランドなどの実績がある。
- 現代ビジネス学科：三菱UFJ銀行、りそな銀行、日産自動車、伊勢丹、カネボウ化粧品などの実績がある。

### 編入学・進学実績
- 帝京大学、帝京平成大学のほか帝京大学グループ校が多いものとなっている。